# Phlox lutescens
Phlox lutescens là một loài thực vật có hoa trong họ Polemoniaceae. Loài này được (S.L. Welsh) S.L. Welsh mô tả khoa học đầu tiên năm 2003.